# Морелло, Том
То́мас Бапти́ст Море́лло (англ. Thomas Baptist Morello; 30 мая 1964, Нью-Йорк) — американский музыкант, гитарист, диджей. Обладатель Грэмми.
Основатель группы «Rage Against The Machine», также играл в коллективах «Audioslave» и «Prophets of Rage». Выпустил три сольных альбома под псевдонимом The Nightwatchman. Совместно с рэпером Boots Riley создал группу «Street Sweeper Social Club». Отмечен на 26 месте в списке 100 величайших гитаристов всех времён по версии журнала Rolling Stone 2003 года и на 40 месте — в списке 2011 года . Известен своей необычной техникой игры на электрогитаре с активным использованием тремоло и переключением датчиков на инструменте. Является сооснователем некоммерческой организации «Axis of Justice».

## Биография
Том Морелло родился 30 мая 1964 года в Нью-Йорке, сын эмигрировавшего в США кенийского дипломата, принимавшего участие в антиколониальном восстании Мау-Мау (впоследствии он был первым постоянным представителем Кении при ООН). С детства, во время жизни в Либертивилле (Иллинойс), сталкивался с расизмом. Мать Тома Морелло, Мэри, впоследствии основала организацию «Parents for Rock and Rap», протестующую против цензуры в музыке. 
Получил образование социолога в Гарварде, после чего уехал в Латинскую Америку[когда?]

, где впервые выступил в составе группы «Lock Up».
Позже переехал из маленького Либертивилля в богемный Лос-Анджелес, ради заветной мечты — популярности.
Его первая группа Lock Up распалась сразу после выхода дебютного альбома в 1989 году.
Наибольшую известность получил как гитарист рок-группы Rage Against the Machine, основанной в 1991 году. 
С 2012 года активно сотрудничает с легендарным американским автором-исполнителем Брюсом Спрингстином и его E Street Band, принимал участие в записи альбома High Hopes, выпущенного в январе 2014 года, и турне Wrecking Ball.
В 2014 году Том совместно с американской группой Linkin Park записал трек «Drawbar» для их альбома The Hunting Party.
В 2019 году Том совместно с английской группой Frank Carter & The Rattlesnakes записал трек «Tyrant Lizard King» для их альбома End of Suffering.
В 2021 году совместно с американской группой The Pretty Reckless записал трек «And So It Went» для их альбома Death by Rock and Roll.
В 2021 году совместно с российской группой Pussy Riot записал трек «Weather Strike».
В июле 2023 года присоединился к призыву разблокировать Нагорный Карабах (Арцах) и прекратить притеснение его жителей.

## Дискография

### Lock Up
- 1989 — Something Bitchin' This Way Comes

### Rage Against the Machine
- 1992 — Rage Against the Machine
- 1996 — Evil Empire
- 1998 — Live & Rare
- 1999 — The Battle of Los Angeles
- 2000 — Renegades
- 2003 — Live at the Grand Olympic Auditorium

### Audioslave
- 2002 — Audioslave
- 2005 — Out of Exile
- 2006 — Revelations

### The Nightwatchman
- One Man Revolution (2007)
- The Fabled City (2008)
- World Wide Rebel Songs (2011)

### Street Sweeper Social Club
- Street Sweeper Social Club (2009)
- The Ghetto Blaster (EP) (2010)

### Prophets of Rage
- The Party’s Over EP (2016)
- Prophets of Rage (2017)

### Tom Morello
- The Atlas Underground (2018)
- Comandante (2020)
- The Atlas Underground Fire (2021)
- The Atlas Underground Flood (2021)